# 1812 en photographie
| Années de la photographie : 1809 - 1810 - 1811 - 1812 - 1813 - 1814 - 1815    |
| Décennies de la photographie : 1780 - 1790 - 1800 - 1810 - 1820 - 1830 - 1840 |

Cet article présente les faits marquants de l'année 1812 en photographie.

## Naissances

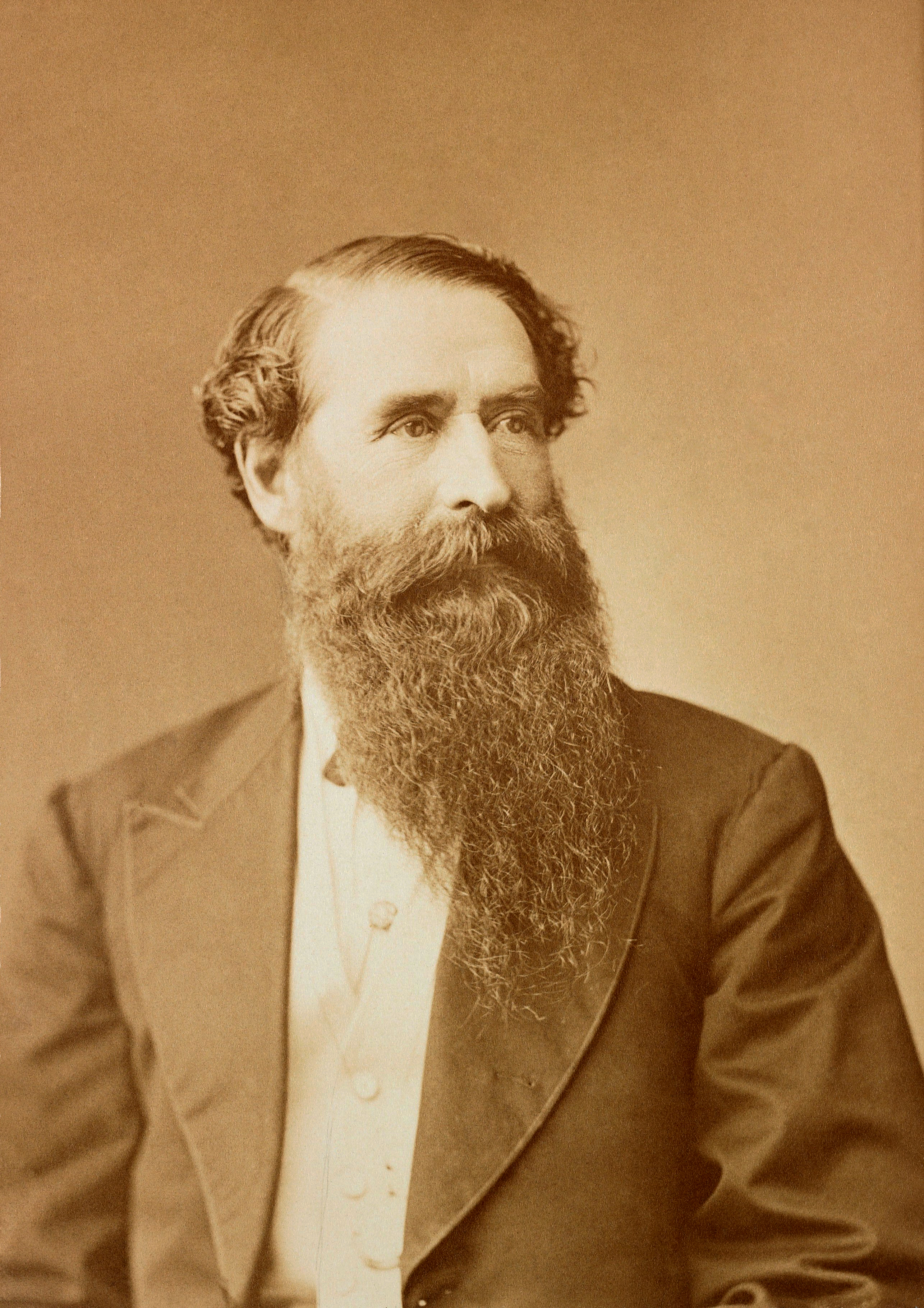
Autoportrait de Jeremiah Gurney, vers 1869.

- 11 janvier : Carol Szathmari, photographe roumain, mort le 3 juillet 1887.
- 1er février : Auguste Hippolyte Collard, photographe français, mort le 15 janvier 1893.
- 2 mars : Adalbert Cuvelier, photographe français, mort le 2 février 1871.
- 20 mars : Auguste Mestral, photographe français, mort le 1er mars 1884.
- 6 avril : Alfred Davignon, lithographe et photographe français, actif en Russie, mort après 1866.
- 24 mai : Michael Pakenham Edgeworth, botaniste et photographe irlandais, mort le 30 juillet 1881.
- 7 juin : Marie-Alexandre Alophe, lithographe et photographe français, mort le 4 août 1883.
- 13 juin : Adolphe Braun, photographe français, mort le 31 décembre 1877.
- 8 octobre : John Benjamin Dancer, scientifique britannique, photographe et l'un des pionniers de la microphotographie, mort le 24 novembre 1887.
- 17 octobre : Jeremiah Gurney (en), photographe américain, mort le 21 avril 1895.
- 11 novembre : Eugène Piot, journaliste et photographe français, mort le 17 janvier 1890.
- 17 novembre : Peter-Wilhelm von Voigtländer, opticien et entrepreneur autrichien ; il donne à la société familiale Voigtländer, fabricant d'appareils et d'objectifs photographiques, une dimension européenne, mort le 8 avril 1878.
- 30 novembre : Andreas Groll (de), photographe autrichien, mort le 20 mars 1872.
- Vers 1812 : 
  - Julia Shannon (en), photographe américaine d'origine britannique, morte après 1851.